# TANS Perú

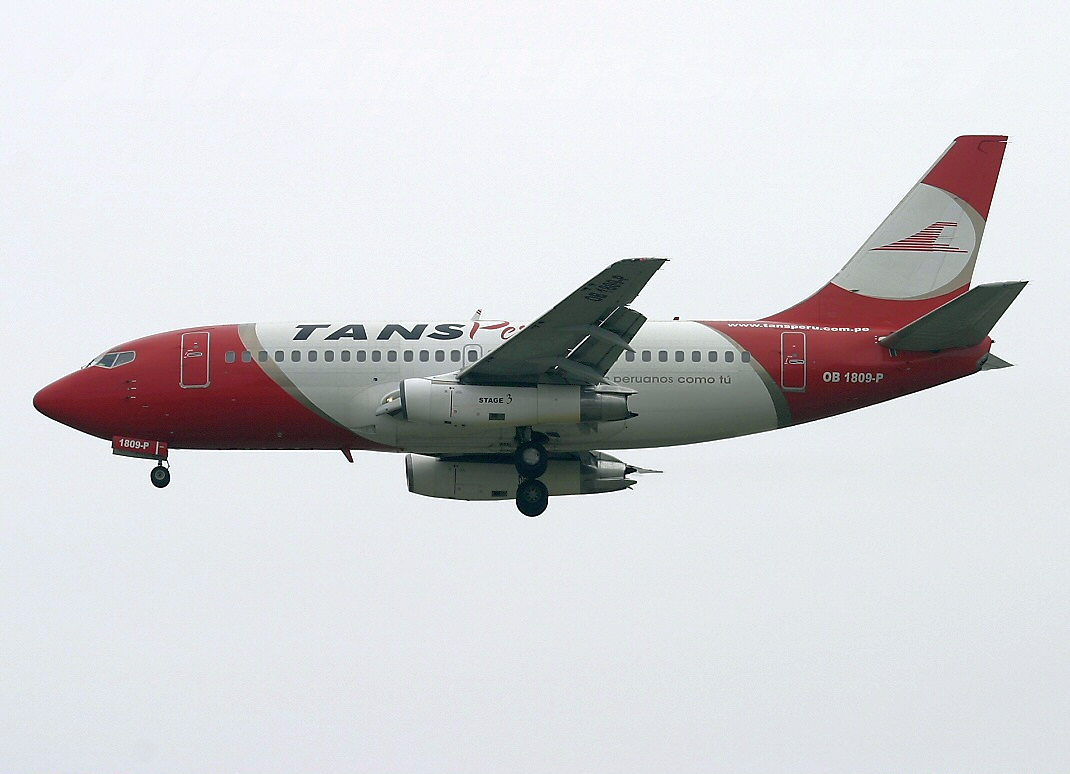
Boeing 737-200 van TANS Perú

TANS Perú (Transportes Aéreos Nacionales de Selva) is een Peruviaanse voormalige luchtvaartmaatschappij uit Lima. Haar thuisbasis was Jorge Chávez International Airport. Op 7 januari 2006 hield het bedrijf op te bestaan.

## Incidenten
- Op 9 januari 2003 stort TANS Perú-vlucht 222 (Fokker F28 Fellowship OB-1396) neer op een berg vlak bij de stad Chachapoyas. Geen van de 46 inzittenden overleefden het.[1]
- Op 23 augustus 2005 stort TANS Perú-vlucht 204 neer net buiten Pucallpa.